# Maside (parroquia)
Maside (llamada oficialmente San Tomé de Maside) es una parroquia y una villa española del municipio de Maside, en la provincia de Orense, Galicia.

## Toponimia
La parroquia también es conocida por el nombre de Santo Tomé de Maside.

## Organización territorial
La parroquia está formada por cuatro entidades de población:
- Estación (O Outeiro)
- Figueiredo
- Maside
- Negrelle

## Demografía

### Parroquia
| Gráfica de evolución demográfica de Maside (parroquia) entre 2000 y 2022 |
|                                                                          |
| Datos según el nomenclátor publicado por el INE.                         |

### Villa
| Gráfica de evolución demográfica de Maside (villa) entre 2000 y 2022 |
|                                                                      |
| Datos según el nomenclátor publicado por el INE.                     |